# Inicjatywa uchwałodawcza mieszkańców
Inicjatywa uchwałodawcza mieszkańców – uprawnienie do przedkładania władzy samorządowej projektów uchwał. Podstawę prawną do wniesienia inicjatywy uchwałodawczej stanowi ustawa regulująca działanie danej jednostki samorządu terytorialnego oraz jej statut.
Wprowadzenie inicjatywy uchwałodawczej mieszkańców do statutu gminy może nastąpić w Polsce na podstawie art. 3 ust. 1, art. 18 ust. 2 pkt 1, art. 22 i art. 40 ust. 1 ustawy z dnia 8 marca 1990 r. o samorządzie gminnym.
Inicjatywa uchwałodawcza mieszkańców przysługuje takiej liczbie osób, jaka została określona w statucie danej jednostki samorządu terytorialnego. Dzięki temu mieszkańcy gminy, powiatu lub województwa mogą czynnie brać udział w stanowieniu obowiązującego ich prawa miejscowego.
W przypadku Warszawy inicjatywa uchwałodawcza mieszkańców przewidziana jest zarówno na poziomie miasta, jak i na poziomie dzielnic. Do tej pory mieszkańcy zebrali podpisy w dwóch przypadkach - rejestrowania i transmisji sesji rady dzielnicy (Wola) oraz budowy szpitala (Białołęka).